# Дан Тенев
Дан Тенев е български художник концептуалист.

## Биография
Роден е през 1958 в село Меричлери. Завършва Националната художествена академия, специалност „Графика“ през 1987 г.

## Творчество
Дан Тенев е художник концептуалист. Неговите проекти са инсталации, видео, фотография, живопис, лендарт. Участва в международни биеналета на графиката в Полша, Испания, България, Канада (1986 – 1993).
Инсталации
- „Дом за душата бежанец“, фестивал за съвременно изкуство „Процес-Пространство“, Балчик (1994),
- „Питагорейците и Мария“, планетариум, Димитровград (1995),
- „Другата пътека“, Градска библиотека, Димитровград (1995),
- „Насищане на изложбена зала“, ХГ Димитровград (1996),
- „Черна линия“, Салон на изкуствата, Национален дворец на културата, София (1996),
- „Битие“, Художествена галерия Димитровград (1998) и галерия XXL, София (1998),
- „Огъване под натиск на механични нули в геометрията на 60-те“, НДК, София (1998),
- „Електрификация на поета“, фестивал „Sofia-Underground“, НДК, София (1998),
- фестивал за съвременно изкуство „Процес-Пространство“, Балчик (1999),
- „AC/DC“, галерия XXL (2000),
- „Hold your breath“, българо-канадски проект, Писцината „Сен Мишел“, Монреал (2000),
- „Числови редици“, VIII биенале за съвременно изкуство, Кайро (2001),
- „Властване и разпореждане“, Национални есенни изложби, Пловдив (2002),
- „Икономика“, ХГ Димитровград (2003),
- „Поле“, НХГ, София (2004),
- „Техническото на човека“, галерия ADS, София (2004).

Проекти
- „Въздушен резерв“, Балчик, Пловдив, София (1997),
- „Пренасяне 2“, Лайпциг (1999).

Изложби
- „50 години Димитровград. Пазар. Някои съображения“, с Милена Тодева, Художествена галерия, Димитровград (1997),
- „Рисунки“, галерия „Арт-36“, София (1998),
- „Огъване на механични нули в геометрията на 60-те“, НДК, София (1998),
- „Граници на живописта“, галерия „Шипка“ 6, София (1999),
- „Да изследваме дълбоките неща на Бога“, галерия XXL, София (2000),
- „Вар/т/на и приятели“, Варна (2000),
- „Първи кадър“, галерия ХХL, София (2000),
- „Инсталации и акции“, с Веселин Димов, Градска художествена галерия, Варна (2001),
- „11Б“, галерия „Ирида“, София (2001),
- „Не ме гледай с този тон“, „Шипка“ 6, София (2001) и VІІІ международно биенале на съвременното изкуство, Кайро (2001),
- „Неформално“, галерия „Райко Алексиев“ (2001),
- „Анти-Сакс“, галерия XXL (2002),
- „Поле“, Национална художествена галерия, София (2004),
- Shortlist 2007, изложба на номинираните художници за Наградата „Гауденц Б. Руф“, СГХГ (2007),
- „Трансформация. Съвременно българско изкуство“, изложбени зали „Рафаел Михайлов“, Велико Търново (2007),
- „Всичко за мъжа“, Гьоте-институт, София и Народен театър „Иван Вазов“, София (2008),
- „Humanitas of Homo Humanus“, Градска библиотека, Димитровград (2009),
- Shortlist 2009, изложба на номинираните художници за Наградата „Гауденц Б. Руф“ за ново българско изкуство, галерия „Райко Алексиев“, София (2009),
- „Атлантида I – Отражения от бъдещето“, Център за съвременно изкуство „Баня Старинна“, Пловдив (2009),
- „Родени независими“, Национален изложбен център за съвременно изкуство („Шипка“ 6), София (2009),
- „Нови работи“, галерия „Credo Bonum“, София (2009).
- „Скулптурата сега“, куратор: Весела Ножарова, Credo Bonum Gallery (2018).

Акции
- „Задълбочаване на раздялата“ – разделяне на остров на р. Марица, Димитровград (1995),
- „Балканизация“, акция на р. Марица, Димитровград (1996),
- „Фибула“, ХГ Димитровград; галерия XXL (1996),
- „Човек в разпореждане“, галерия „Шипка“ 6, Национална художествена галерия, София (2001),
- „Обрамчване“, Семинар по рецепция на античното, СУ „Св. Климент Охридски“, София (2002),
- Фестивал за съвременно изкуство АКТО, Битоля, Македония (2008),
- Фестивал за изкуство в публичното пространство Случка в Западен Парк (West Park Story) (2012).[1]

Лендарт
- Земна инсталация „Числови редици“, руднични табани „Меричлери“, площ 24 600 m² край град Меричлери (2010 – 2013).[2]

## Награди
- 2009 – Номинация за наградата „Гауденц Руф“ за ново българско изкуство
- 2007 – Номинация за наградата „Гауденц Руф“ за ново българско изкуство
- 2011 – Награда за съвременно българско изкуство на MTel – специално участие в изложбата, извън конкурсната програма.[3]
- 2015 – Железен орден за съвременно изкуство „Венцислав Занков“[4]
- 2009 – Награда на Министерство на културата и СБХ за участие в изложбата „Родени Независими“